# دستور سوريا 1950
دستور سوريا 1950 والمعروف أيضا باسم دستور الاستقلال، صيغَ بعد انقلاب سامي الحناوي عام 1950. ركّزت الحكومة الجديدة آنذاك، في عهد الرئيس هاشم الأتاسي على الانتخابات وصياغة الدستور. تهدف الوثيقة النهائية التي أُعتمدت رسميًا في 5 سبتمبر 1950 إلى تقييد سلطات الرئيس مع زيادة سلطة البرلمان.